# Sambaliang
Sambaliang is een bestuurslaag in het regentschap Dairi van de provincie Noord-Sumatra, Indonesië. Sambaliang telt 952 inwoners (volkstelling 2010).